# 歐洲紫杉醇
多西他赛（英語：Docetaxel），商品名泰素帝（英語：Taxotere），又稱多西他賽，是一種用於治療多種癌症的化療藥物 - 包括乳癌、頭頸癌、胃癌、攝護腺癌和非小細胞肺癌。它可單獨使用，或與其他化療藥物聯合使用。此藥物透過緩慢進行的靜脈注射方式給藥。
使用後常見的副作用有脫髮、血球減少、麻木、呼吸急促、噁心、嘔吐和肌肉痛。嚴重的副作用有過敏反應和在未來出現的癌症。肺炎毒性是此藥物治療中常見的副作用，及時識別、停藥並加以治療是改善患者預後的關鍵。在有肝臟問題患者身上出現的副作用更為常見。個體於懷孕期間使用可能會傷害胎兒。歐洲紫杉醇屬於紫杉烷類藥物。它透過破壞癌症細胞細胞質中微管的正常功能，阻止細胞分裂而發揮作用。
歐洲紫杉醇於1986年獲得專利，並於1995年獲得批准用作醫療用途。它已被納入世界衛生組織基本藥物標準清單之中。目前市面上有其通用名藥物流通。

## 醫療用途

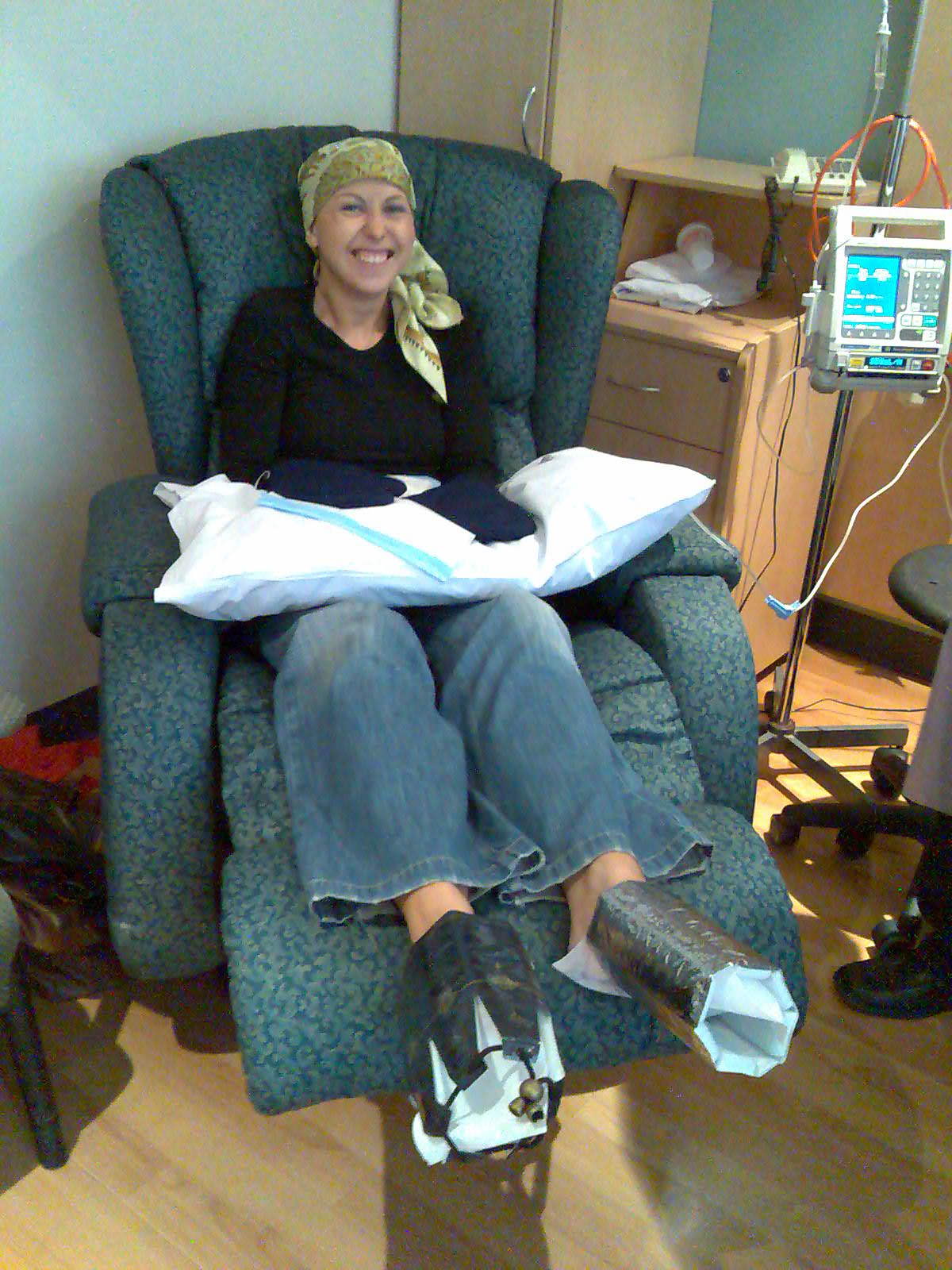
一名患有乳癌的女性正接受歐洲紫杉醇治療中。為防止對其手和腳指末梢神經造成有害影響，會在其手和腳上包上冷手套和冰袋（冷療）。類似的策略也可用於防止脫髮。

此藥物用於治療多種癌症，包括乳癌、肺癌、攝護腺癌、胃癌、頭頸癌和卵巢癌。臨床數據顯示歐洲紫杉醇對乳癌、大腸癌、肺癌、卵巢癌、攝護腺癌、肝癌、腎癌、胃癌、頭頸癌和黑色素瘤具有細胞毒性活性。在激素難治性攝護腺癌中，此藥物可改善患者的預期壽命和整體生活品質。
有關紫杉烷類藥物的最佳給藥劑量方案尚未確定，但大多數研究發現每隔三週或一週的給藥可顯著降低死亡率。雖然《當代臨床藥理學（Current Clinical Pharmacology）》期刊於2010年登載的一篇文章指出"每週給藥已成為最佳給藥方式"，但藥物說明書上給的建議是每三週給藥一次。

### 治療結果
採用歐洲紫杉醇治療可延長某些類型癌症患者的存活時間。雖然一些臨床試驗顯示存活時間中位數僅約增加三個月，但實際上的時間範圍很大。許多接受治療者可存活超過五年，但很難將此直接歸因於使用此藥物。中位數存活時間和反應的改善顯示歐洲紫杉醇可減緩轉移性癌症的進展，且有導致無病存活的可能。將潑尼松與歐洲紫杉醇合併治療已被證明較單獨使用米托蒽醌治療可提高患者存活率、改善生活品質及減少疼痛。
歐洲紫杉醇除抑制癌細胞有絲分裂外，還被發現會導致癌蛋白bcl-2磷酸化，造成先前具有阻斷凋亡誘導機制的癌細胞凋亡，腫瘤因而消退。 在小鼠中觀察到放射治療與歐洲紫杉醇合併使用時，可增強治療效果。 此藥物已被發現具有更高的細胞攝取率，且在細胞內停留的時間比紫杉醇更長，使得採歐洲紫杉醇治療可在較小的劑量下發揮效用，而副作用會更少且更輕微。 

### 乳癌
歐洲紫杉醇和紫杉醇對轉移性乳癌的療效相當，但紫杉醇的副作用較輕微。此外，人們注意到歐洲紫杉醇較易透過多種不同機制產生癌細胞抗藥性。

### 監控與組合使用
歐洲紫杉醇在腫瘤科醫師監督下，每三週進行一次為時一小時的輸注給藥，持續十個或更多週期。需嚴格監測患者的血球計數、肝功能、血清電解質、血清肌酸酐、心臟功能、氧飽和度和液體滯留，以發現不良反應和毒性，在必要時更改或終止治療。
建議在每次歐洲紫杉醇給藥之前預先使用皮質類固醇，以減少體液滯留和過敏反應。通常會使用其他藥物來協助控制疼痛和其他症狀。使用歐洲紫杉醇進行輔助治療可增強阿黴素和環磷醯胺對乳癌的治療效果。此藥物也可與化療用DNA合成抑制劑卡培他濱聯合使用。

## 副作用

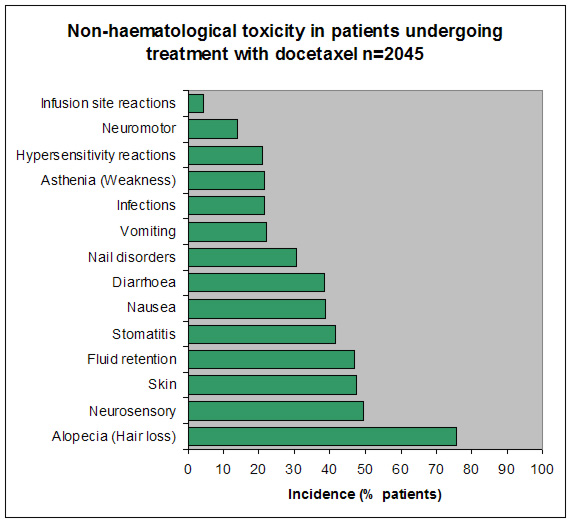
使用歐洲紫杉醇治療時常見的非血液學副作用發生率 - 來自40項II期和III期研究（2,045名患者）的數據，患者接受每三週一次的100毫克/平方米劑量，輸注時間一小時。

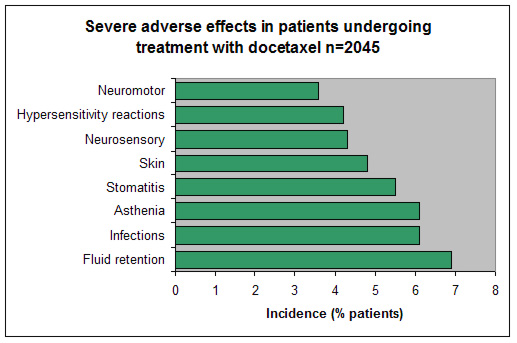
與上圖同一患者群體，給藥後嚴重副作用的發生率。

歐洲紫杉醇是一種細胞毒性化療劑。不良反應很常見，與所有化療劑一樣，許多副作用均被記錄。由於此藥物是一種細胞週期特異性藥物，因此它對體內所有分裂細胞都具細胞毒性。包括腫瘤細胞以及毛囊、骨髓和其他生殖細胞。[例如常見的副作用之一 - 脫髮，有時可能是永久性的。法國西北部進行一項調查，以確定到底有多少使用者受到這種影響。獨立研究顯示其佔比可能高達6.3%，而被列入"常見和頻繁"類別。
血液學上的不良反應包括有嗜中性白血球低下（95.5%）、貧血（90.4%）、發燒性嗜中性白血球低下（11.0%）和血小板減少症（8.0%）。使用此藥物的2,045名患者中因毒性死亡的佔1.7%，基線肝功能檢測升高（肝功能障礙）的患者發生率增加達9.8%。
紫杉烷引起的肺毒性很少見。然而有1-5%使用者可能會出現嚴重的肺毒性。患者可能會出現運動性呼吸困難和血氧飽和度降低，需要及早檢測。胸部X射線檢查可能會顯示雙側陰影，而高分辨率胸部電腦斷層掃描可能會顯示組織化肺炎（OP）模式、非特異性組織化肺炎（NSIP）模式或兩者的組合。歐洲紫杉醇引起的間質性肺病（DPLD）是一種致命的不良反應，可透過停藥，並開始使用足夠劑量的類固醇來控制。
在40項II期和III期研究中有上述嚴重副作用結果的紀錄。
根據報導，使用此藥物進行聯合治療和輔助治療，存在更多副作用以及罕見的上市後事件。

### 禁忌症和病患因素
下列患者禁用歐洲紫杉醇：
- 基線嗜中性粒細胞計數低於1,500個細胞/微升
- 有嚴重過敏反應史，如對歐洲紫杉醇或是吐溫80
- 嚴重肝功能障礙
- 懷孕或哺乳期婦女[16][18]

65歲或以上的患者更易出現副作用，但劑量通常不會因此減少。腎衰竭被認為不是藥物劑量調整的重要因素。肝功能不全導致血清膽紅素高於正常上限（ULN）的患者不應使用此藥物，但這不是明確的禁忌症。暴露於歐洲紫杉醇後出現3級或4級腹瀉、肝毒性（肝酵素大於ULN五倍）和2級化療引起足底紅斑症毒性的患者，劑量應減少20%。
歐洲紫杉醇於小兒科方面所做的試驗有限，因此尚未確定16歲以下患者使用後的安全性。

### 懷孕
根據已有但不多的數據，如果個體在懷孕中期和晚期使用歐洲紫杉醇似乎對於胎兒安全，然而應權衡孕產婦和胎兒的風險與益處，以確定適當的行動方案。歐洲紫杉醇和所有化療藥物一樣，在器官形成期給懷孕動物使用會導致各種胚胎毒性，包括死亡。然而對人類母體和胎兒的影響，尚缺乏足夠的研究數據。
一項小型系統性回顧檢視紫杉烷類藥物於妊娠期中治療乳癌的情況，結果顯示19名患者中有3例先天性畸形。研究中觀察到的兩例腦室擴大症在化療前已有記錄，表明先天性畸形的可能原因是其他因素。第三例為嬰兒出現幽門狹窄，母親方面同時接受歐洲紫杉醇、阿黴素、環磷醯胺和紫杉醇聯合療法，既然胎兒在子宮內暴露於多種藥物，因此很難確定歐洲紫杉醇是致畸的罪魁禍首。需進一步研究以評估歐洲紫杉醇在懷孕期間的安全性並確定對於孕婦的適當劑量。

### 藥物交互作用
藥物交互作用可能是由同時使用的藥物引起的代謝動力學或藥效學改變所致。順鉑、地塞米松、阿黴素、長春新鹼和長春鹼均可與歐洲紫杉醇聯合給藥，且於II期研究顯示，歐洲紫杉醇的血漿結合能力並未因前述藥物共同給藥而改變。已知順鉑與某些細胞色素P450具有複雜的交互作用，且在某些情況下已被證明會降低歐洲紫杉醇的清除率（高達25%）。抗驚厥藥會誘導一些與歐洲紫杉醇相關的代謝途徑。 細胞色素P450和CYP3A4在抗驚厥藥物使用後表達會增加，由於歐洲紫杉醇代謝物M4的代謝由這些細胞色素P450進行，在服用苯妥英和苯巴比妥（常見抗驚厥藥）的患者中，觀察到M4清除率相應增加25%。
| 會與歐洲紫杉醇交互作用的藥物 | 出現的不良影響                                                                           |
| --- | ---------------------------------------------------------------------------------------- |
| 順鉑 | 延遲性神經病變發生風險增加                                                               |
| 環孢素、達福普汀、紅黴素、伊曲康唑、酮康唑、奎奴普汀、特芬那定和醋竹桃黴素                                                        | 歐洲紫杉醇毒性風險增加，包括以下的部分或是全部：貧血、白血球減少、血小板低下、發燒及腹瀉 |
| 阿黴素鹽酸鹽 | 膽汁淤積性黃疸和假膜性腸炎                                                               |
| 阿黴素鹽酸鹽脂質體 | 增加阿黴素曝露                                                                           |
| 疫苗接種 - 卡介苗、麻疹疫苗、腮腺炎疫苗、小兒麻痺症病毒疫苗、輪狀病毒疫苗、德國麻疹疫苗、天花疫苗、傷寒疫苗、水痘疫苗與黃熱病疫苗 | 增加受活體疫苗感染的風險                                                                 |
| 沙利竇邁 | 靜脈血栓發生風險增加                                                                     |

紅黴素、酮康唑和環孢菌素是CYP3A4抑制劑，因此會抑制歐洲紫杉醇的代謝途徑。當與誘導CYP3A4的抗驚厥藥物一起使用時，可能需增加歐洲紫杉醇的劑量。
使用皮質類固醇進行預處理可減少由歐洲紫杉醇引起的過敏反應和水腫，且對此藥物的代謝動力學沒影響。 一項經歷27個月的追蹤觀察，證實此藥物與卡培他濱聯合使用可提升患者總生存期。在一項涉及24名患者的研究中，阿黴素與歐洲紫杉醇聯合使用，導致歐洲紫杉醇的藥物血藥濃度-時間曲線下面積增加50%至70%，顯示阿黴素可能會改變歐洲紫杉醇在體內的代謝過程。 依托泊苷也被證明會降低歐洲紫杉醇的清除率，但這項觀察涉及的患者數量很少。
將潑尼松與歐洲紫杉醇合併使用可改善激素難治性攝護腺癌患者的存活率、生活品質和疼痛管理。

## 化學
歐洲紫杉醇是一種屬於紫杉類的化療藥物，從北美太平洋海岸短葉紅豆杉樹皮中提取的紫杉醇（商品名Taxol）半合成類似物。由於紫杉醇具稀缺性，醫藥界進行廣泛的研究，開發出歐洲紫杉醇的配方，所得的產品是從數量相對豐富的歐洲紅豆杉樹葉中萃取。
歐洲紫杉醇的化學結構與紫杉醇有兩個不同之處。它在碳10上具有羥基官能基，而紫杉醇具有乙酸酯，並且苯丙酸酯側鏈上存在氨基甲酸叔丁酯，而不是紫杉醇中的苯甲醯胺。具有碳10官能基的歐洲紫杉醇比紫杉醇更易溶於水。

### 配方和成分
歐洲紫杉醇是一種白色粉末，是20毫克和80毫克Taxotere單劑量小瓶濃縮無水歐洲紫杉醇吐溫80的活性成分。溶液為透明棕黃色。20毫克小瓶可在25°C以下的陰暗處保存24個月，80毫克小瓶在相同條件下可保存26個月。

## 藥物動力學

### 吸收與分佈
研究發現單獨口服此藥物時，生物利用度約為8% ±6%，與環孢素合用時，生物利用度可增至90% ± 44%。實務中，利用靜脈注射方式只是為提高劑量精確度。 於II期和III期的臨床研究中，對歐洲紫杉醇藥物動力學的評估是每三週進行一次， 花費1小時輸注100毫克/平方米劑量。
在37°C和pH值7.4條件下，歐洲紫杉醇的血漿蛋白結合率超過98%，與藥物濃度無關。此藥物的血漿蛋白結合中包括脂蛋白、α1酸性糖蛋白和白蛋白。 α1酸性糖蛋白是這些蛋白質中個體中變異最大的，尤其是在癌症患者中，是歐洲紫杉醇血漿結合變異性的主要決定因素。歐洲紫杉醇與紅血球的相互作用很小，且不受其儲存介質中的吐溫80的影響。最近的研究顯示吐溫80可能是導致患者對紫杉烷過敏的原因。藥物劑量與使用者的血藥濃度成正比。

### 代謝與排泄
歐洲紫杉醇主要在肝臟中經由細胞色素450CYP3A4和CYP3A5同工酶的亞家族代謝。以下模型代表多西紫杉醇在人體中的清除率：
患有嚴重肝功能障礙的患者對歐洲紫杉醇的清除率會下降約30%，因使用此藥物治療而發生毒性的風險也更高。群體藥物動力學研究顯示清除率隨著年齡增長、α1酸性糖蛋白和白蛋白濃度的增加以及體表面積的減少而顯著降低。
使用者腎功能損害不太可能影響藥物的代謝或排泄，因為腎臟排泄的比率低於整體消除的5%。在兩項小兒科研究中，藥物平均分佈半衰期為0.09小時，平均生物半衰期為1.4小時。
透過有碳-14標記的歐洲紫杉醇在三名患者中的生物分佈顯示大部分藥物被代謝並通過膽汁排泄到糞便中，[80%在7天內經由糞便排出，5%經尿液排出。唾液的排泄量也很少，且未檢測到經肺部排泄。透過延時血漿採樣，確定歐洲紫杉醇的終末半衰期約為86小時，與臨床醫學提出的10-18小時終末半衰期並不相同。

## 作用機轉

### 分子標靶
歐洲紫杉醇以高親和力可逆地與微管結合，微管中每摩爾微管蛋白的最大化學計量為1摩爾歐洲紫杉醇。這種結合可穩定微管並防止鈣離子解聚、降低溫度和稀釋，特別是在微管的正端。目前已發現歐洲紫杉醇在卵巢癌細胞中的累積濃度高於在腎癌細胞的，而可能有助此藥物更能有效治療卵巢癌。它也被發現會導致癌蛋白bcl-2的磷酸化，而bcl-2的癌蛋白形式可抑制癌細胞的凋亡機制。

### 作用方式
歐洲紫杉醇的細胞毒活性是透過促進和穩定微管組裝來發揮的，同時在缺乏三磷酸鳥苷（GTP）的情況下防止生理微管解聚/分解。這導致微管形成所需的遊離微管蛋白顯著減少，並導致中期和後期之間的細胞有絲分裂受到抑制，進而阻止癌症細胞進一步增殖。
由於微管在歐洲紫杉醇存在的情況下不會分解，因此它們在細胞內積聚，引起細胞凋亡。阻斷細胞凋亡的bcl-2癌蛋白也會促進細胞凋亡。在in vitro（體外）和in vivo（體內）所做的分析均表明歐洲紫杉醇的抗腫瘤活性對多種已知的癌細胞有效，可與其他抗腫瘤藥物活性協同作用。它比紫杉醇具有更大的細胞毒性，可能的原因是它可更快被細胞吸收。
歐洲紫杉醇的主要治療作用是抑制微管動態組裝和分解，而不是微管成束導致細胞凋亡，或是阻斷bcl-2。

### 細胞反應
歐洲紫杉醇對乳癌、大腸直腸癌、肺癌、卵巢癌、胃癌、腎癌和攝護腺癌細胞具有細胞毒性活性。它不會阻止間期微管的分解，因此不會阻止進入有絲分裂週期，但會透過抑制有絲分裂紡錘體組裝來阻止有絲分裂，而導致有絲分裂災難（一種長期被認為是細胞的死亡模式，源於細胞過早或不適當進入有絲分裂，且可能由化學或物理壓力引起。）。癌細胞對紫杉醇或阿黴素的抗藥性並不一定表示對歐洲紫杉醇具抗藥性。歐洲紫杉醇存在下形成的微管比紫杉醇存在下形成的微管尺寸更大，可能導致細胞毒性功效提高。歐洲紫杉醇引起的微管的大量形成和阻止複製，而導致腫瘤細胞凋亡是此藥物用作癌症治療的基礎。歐洲紫杉醇在卵巢和乳房腫瘤的活性顯著高於對肺腫瘤的。

## 社會與文化

### 發現、監管和行銷
歐洲紫杉醇是由法國化學和製藥公司Rhône-Poulenc Rorer（後併入賽諾菲）根據在伊韋特河畔日夫的法國國家科學研究中心（CNRS）工作的藥學家與化學家皮埃爾·波蒂耶，在改進紫杉醇（Taxol）生產過程中的發現發展而成，使用的原料來自當地的歐洲紅豆杉。
歐洲紫杉醇在全球銷售，賽諾菲所產的商品名稱為Taxotere，Sun Pharma Global所產的商品名稱為Docefrez，Zydus所產的商品名稱為Zytax。 在Taxotere專利於2010年到期前，其年銷售額已達21.22億歐元（31億美元）。

### 成本
於英國（2009年），在六個週期（18週）中，每隔21天靜脈注射一次歐洲紫杉醇（劑量為75毫克/平方米），需支付5,262英鎊。